# Tanysiptera
Tanysiptera es un género de aves coraciformes perteneciente a la familia Halcyonidae, cuyos miembros reciben el nombre común de alciones colilargos. Viven en Australasia, principalmente en Melanesia, aunque una de sus especies está presente en el norte de Australia.

## Especies
El género contiene ocho especies:
- Tanysiptera galatea - alción colilargo común;
- Tanysiptera ellioti - alción colilargo de la Kofiau;
- Tanysiptera riedelii - alción colilargo de la Biak;
- Tanysiptera carolinae - alción colilargo de la Numfor;
- Tanysiptera hydrocharis - alción colilargo de las Aru;
- Tanysiptera nympha - alción colilargo ninfa;
- Tanysiptera danae - alción colilargo dánae;
- Tanysiptera sylvia - alción colilargo silvia.